# NGC 4880
NGC 4880 (również PGC 44719 lub UGC 8109) – galaktyka spiralna (SAa), znajdująca się w gwiazdozbiorze Panny. Odkrył ją William Herschel 12 kwietnia 1784 roku.